# Altair, São Paulo
Altair este un oraș în São Paulo (SP), Brazilia.